# Arthur Auwers
Georg Friedrich Julius Arthur von Auwers (Göttingen, 1838. szeptember 12. – Berlin, 1915. január 24.) német csillagász. A Magyar Tudományos Akadémia külső tagja (1890)
A Göttingeni Egyetemen végzett és a Königsbergi Egyetemen dolgozott. Szakterülete az asztrometria volt.

## Akadémiai tagságok
- Royal Society
- National Academy of Sciences
- Porosz Tudományos Akadémia
- Royal Society of Edinburgh
- American Academy of Arts and Sciences
- Szentpétervári Tudományos Akadémia
- Osztrák Tudományos Akadémia

## Díjai, elismerései
- Bruce-érem (1899)
- James Craig Watson-érem (1891)
- Királyi Csillagászati Társaság Aranyérme (1888)
- A Holdon krátert neveztek el róla: Auwers